# Kostel svatého Jiří (Kunvald)
Kostel svatého Jiří v Kunvaldě je pozdně renesanční stavba z počátku 17. století, která vznikla nedaleko staršího kostela, připomínaného od 14. století. Je farním kostelem, využívaným k bohoslužbám římskokatolickou církví.

## Historie a interiér
Kostel byl vystavěn v době, kdy žamberské panství, jehož byla ves Kunvald součástí, patřil rodu Bubnů z Litic, a to v roce 1606 nebo 1616. Byl tedy původně utrakvistický, stejně jako celá farní správa žamberského panství. Ze staršího kostela, který se nacházel blízkosti současného chrámu, se nedochovaly žádné stopy, jednalo se patrně o dřevěnou stavbu. Charakter kostela sv. Jiří je poznamenán barokními přestavbami z let 1746 a 1775 a rozšířením, k němuž došlo v roce 1831, kdy byla přistavěna přední část lodi s věží, zvýšené dodatečně mezi lety 1900–1901.
Jde o prostou jednolodní obdélnou stavbu s trojboce uzavřeným presbytářem, nad průčelím je situována hranolová věž. Presbytář je sklenut valenou klenbou s lunetami, loď je plochostropá. Kostel byl v roce 1891 vyzdoben nástěnnými malbami Ludvíka Nejedlého z Nového Bydžova, jeho zařízení pochází z poslední čtvrtiny 18. století. Na hlavním oltáři jsou umístěny pozdně barokní sochy svatého Jana Nepomuckého a svatého Vojtěcha, snad od Alexia Cyriaka ze Žamberku, a obraz svatého Jiří, který v roce 1783 namaloval vídeňský malíř Johann Franz Greipel. Z téže doby pocházejí boční oltáře. Greipel je též autorem křížové cesty, instalované již v roce 1780.. Autorem původních varhan z roku 1763 byl Josef Sträussel, jehož díla jsou dochována např. v Kutné Hoře (chrám sv. Barbory), v Solnici (kostel Umučení svatého Jana Křtitele) a v Letohradě (kostel sv. Václava). Pozdější nástroj postavil v roce 1834 varhanář z Rokytnice v Orlických horách. Nynější dvoumanuálové varhany pocházejí z roku 1902, postavili je bratři Paštikové z Prahy. V devadesátých letech byl nástroj přestavěn.

## Fotogalerie

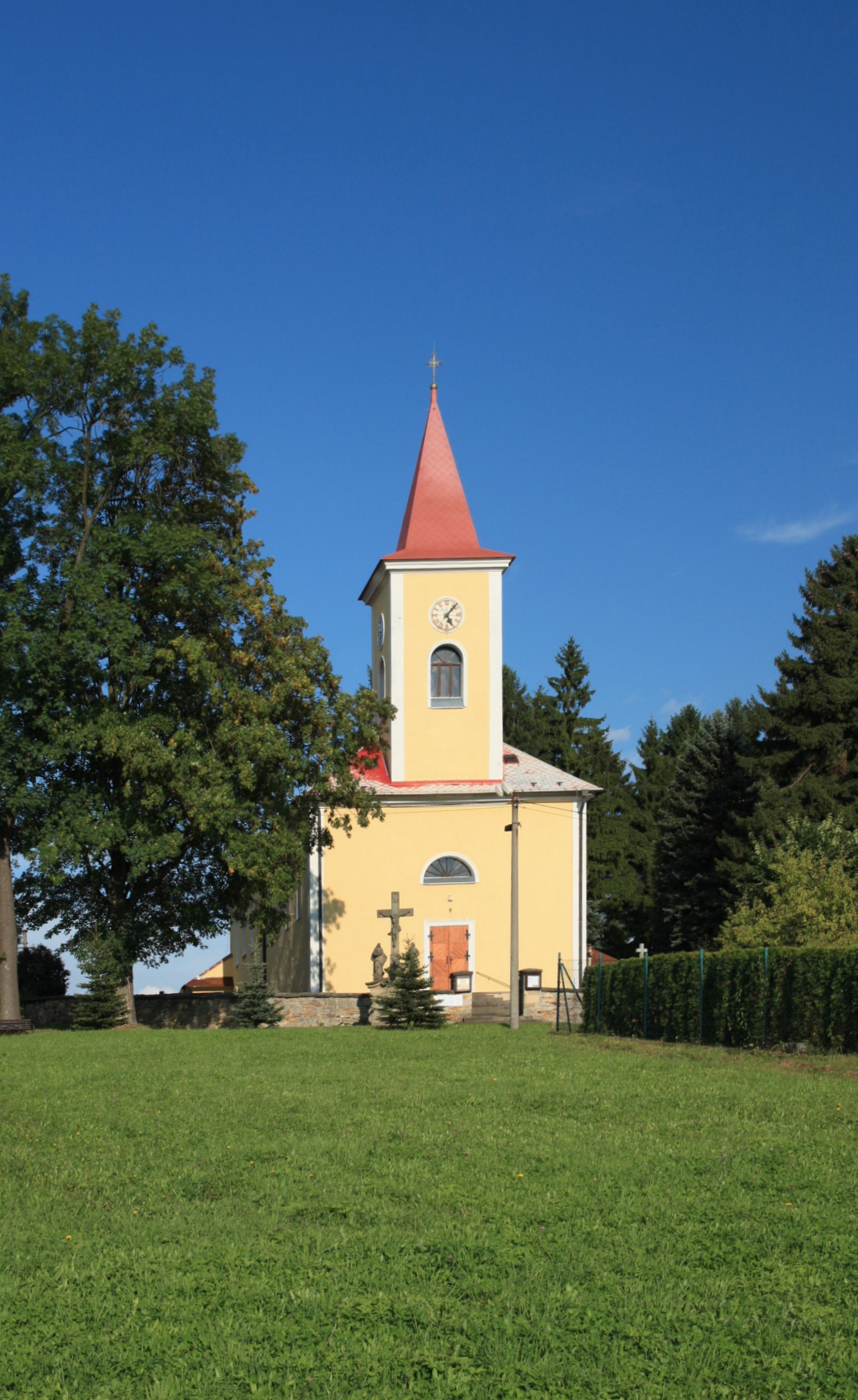
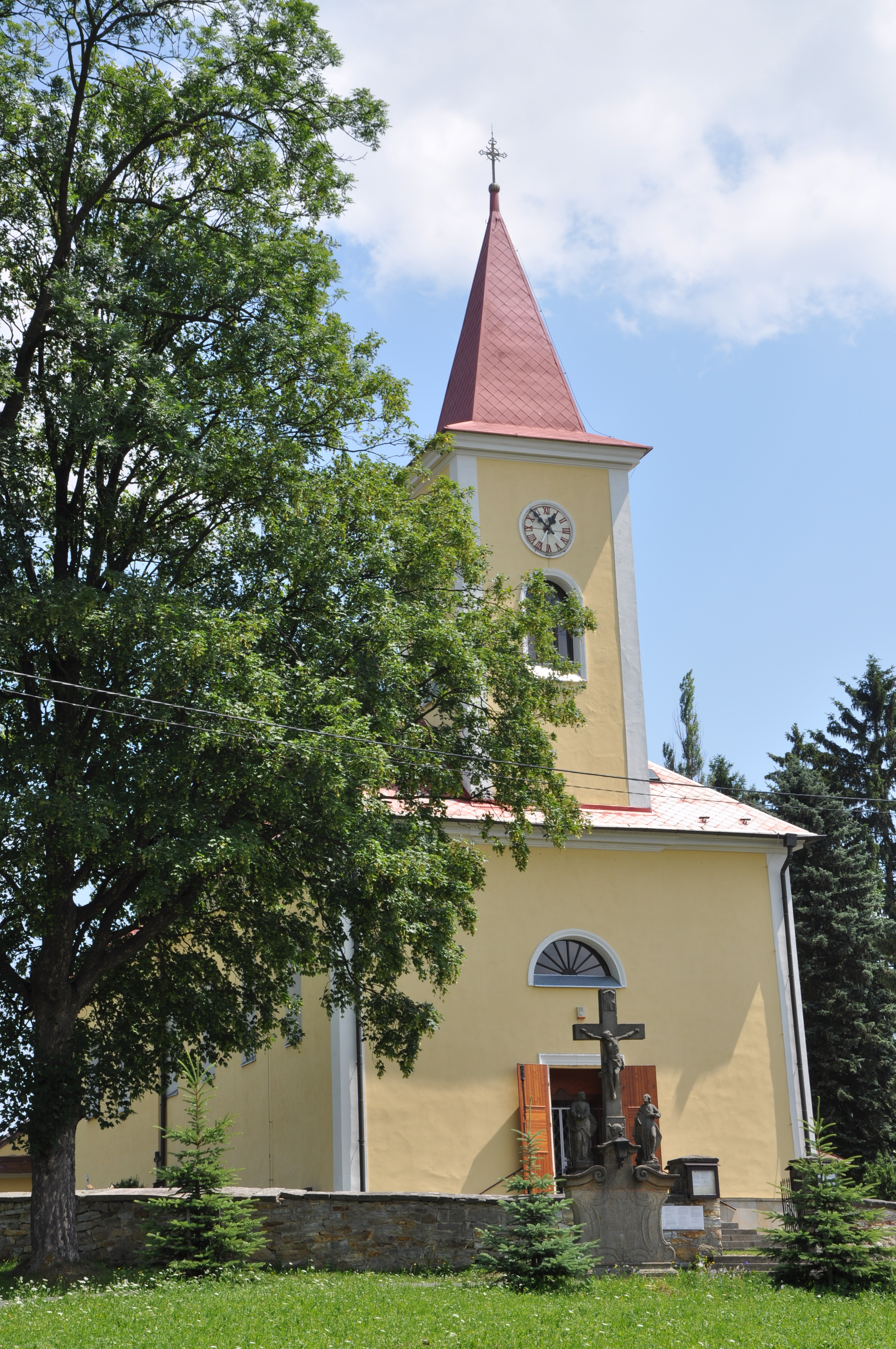
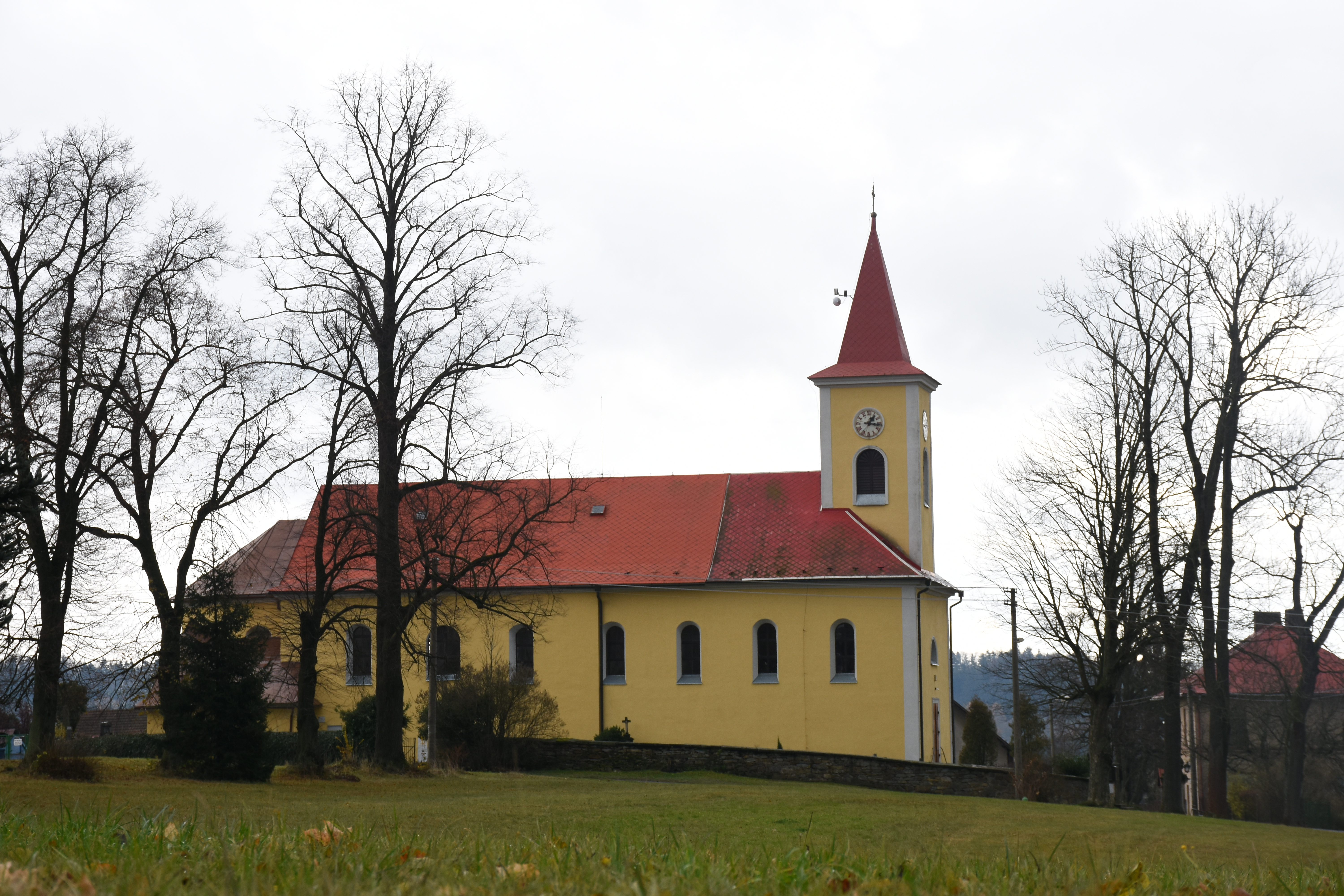